# Раджабов, Раджаб Шахбанович
Раджаб Шахбанович Раджабов (род. 29 декабря 1996) — российский боксёр-любитель, выступающий в полутяжёлой и в первой тяжёлой весовых категориях. Мастер спорта России международного класса, чемпион Всемирных военных игр (2015), чемпион мира среди военнослужащих (2021), чемпион России (2017) в любителях.

## Любительская карьера
Выступает за московский ЦСКА. Является чемпионом VI летних Всемирных военных игр 2015 года в весе до 81 кг.
В октябре 2017 года в Грозном стал чемпионом России.
В сентябре 2021 года в Москве стал чемпионом мира среди военнослужащих.
В августе 2022 года стал участником Всероссийской спартакиады в Москве.

## Спортивные достижения
- Летние Всемирные военные игры 2015 — ;
- Чемпионат России по боксу 2017 — ;
- Чемпионат мира по боксу среди военнослужащих 2021 — ;